# 小市慢太郎
小市 慢太郎（こいち まんたろう、1969年2月15日 - ）は、日本の俳優。本名、小市 義行。
大阪府出身。クリオネ→Sai所属。

## 来歴
明星中学校・高等学校、同志社大学卒業。
1990年から大学のOBであるマキノノゾミの劇団M.O.Pに参加。2010年に劇団が解散するまで在籍し、ほぼ全ての公演に出演した。
1990年代にはSNKの格闘ゲームにて声優を担当した。
2011年の『てっぱん』の演技で高い評価を受け、多くの映画・ドラマにバイプレーヤーとして出演している。

## 人物
中学、高校の6年間は強豪として知られたソフトテニス部に所属。高校3年時には全日本私学大会ベスト8に進出した。
芸名は3回変わっている。学生時代に入っていた学生劇団では先輩が新入生の芸名をつけるという伝統があり、小市が釣り好きだということと、『プロゴルファー猿』に似ているということで「フィッシャーさる」とつけられた。それからしばらくして「小市孫市」と改名し、学生劇団に入って2 - 3年たった頃に練習嫌いだったことから仲間から「お前は怠慢だ!! 慢太郎だっ!!」と言われ、それがそのまま現在の名前となった。
白髪頭をトレードマークとし、どんな役柄にも染まることのできるカメレオン俳優と称される。

## 出演

### 舞台
- M.O.P.プロデュース・1862“上海大冒険”（1990年、1994年）[6]
- HAPPY MAN3 さよなら竜馬（1990年）[6]
- 青猫物語（1994年）[8]
- アカプルコの薔薇（1994年）[6]
- Cカンパニープロデュース・エンジェル・アイズ〜てなもんや西部劇〜（1994年、作・演出：マキノノゾミ）[6]
- ラビアンローズ・スィート（1995年）[6]
- 天外綺譚 セイント・イーブル（1996年）[6]
- 東京原子核クラブ（1997年、作・演出：マキノノゾミ）
- G2プロデュース・12人の入りたい奴ら（1997年）
- 自転車キンクリートSTORE公演・例の件だけど、（1997年）
- 白いメリーさん -人体模型の夜-（柳田モンク）（1997年）[9]
- 夏休み（1998年、作：内藤祐敬・演出：いのうえひでのり）
- 新・曽根崎心中（1998年、作・演出：マキノノゾミ）
- 今宵限りは…1928（1998年、演出：栗山民也）
- 本郷菊富士ホテル（1998年）
- ガラスの動物園（1999年、演出：栗山民也）
- 東京原子核クラブ〈再演〉（1999年、作・演出：マキノノゾミ）
- こまつ座公演・闇に咲く花（1999年、演出：栗山民也）
- 中島らも事務所プロデュース・お正月（2000年）
- ナイロン100℃公演・ナイスエイジ（2000年）
- 自転車キンクリートSTORE公演・OUT（2000年、演出：鈴木裕美）
- こまつ座公演・闇に咲く花〈再演〉（2001年、演出：栗山民也）
- エレファント・マン（2002年、演出：宮田慶子）
- ラヴ・レターズ（2002年）
- こまつ座公演・國語元年（2002年、演出：栗山民也）
- 阿修羅城の瞳 BLOOD GETS IN YOUR EYES（2003年、作：中島かずき・演出：いのうえひでのり）
- おはつ（2004年、作：マキノノゾミ・演出：鈴木裕美）
- 劇団M.O.P.公演・黒いハンカチーフ（2004年、作・演出：マキノノゾミ）
- パウダア（2005年、作：菱田信也・演出：宮田慶子）
- 新感線☆NEXUS・Cat in the Red Boots（声のみ出演、2006年）
- 劇団M.O.P.公演・ズビズビ。（2006年、作・演出：マキノノゾミ）
- 東宝ミュージカル・アンナ・カレーニナ（2006年、演出：鈴木裕美）
- TAKE FLIGHT（2007年、演出：宮本亜門）
- 劇団M.O.P.公演・阿片と拳銃（2008年、作・演出：マキノノゾミ）
- パッチギ!（2009年） - 坂崎先生 役
- 劇団M.O.P.公演・さらば八月のうた（2010年、作・演出：マキノノゾミ）

### テレビドラマ

#### NHK
※特記以外は総合テレビ
- NHKドラマ館 「疾風のように」（1999年10月2日）
- 菜の花の沖（2000年） - 善兵衛 役
- 金曜時代劇
  - お登勢（2001年4月 - 6月） - 浅川繁 役
  - 茂七の事件簿 新ふしぎ草紙 第9話（2002年9月13日） - 左吉 役
  - 秘太刀 馬の骨（2005年8月 - 9月） - 矢野藤蔵 役
- 連続テレビ小説
  - 天うらら（1998年） - 小野田周平 役
  - まんてん（2003年） - 和泉豊 役
  - てっぱん（2011年） - 橘公一 役
- よるドラ「トキオ 父への伝言」 第10話・11話（2004年9月） - 大下テツオ 役
- クリスマスドラマ「サンタが降りた滑走路」（2004年12月24日）
- ハゲタカ（2007年2月 - 3月、BShi） - 野中裕二 役
- 大河ドラマ
  - 秀吉（1996年） - 薬師 役
  - 風林火山（2007年） - 長野業政 役
  - 龍馬伝（2010年） - 和助 役
  - 八重の桜（2013年） - 古川春英 役
- 私の"だんだん"第1話「文香の祈り」（2009年3月6日） - パパ 役
- ゴーストフレンズ 第9話・最終話（2009年6月4、11日） - タクシー運転手・佐藤秀美 役
- NHKスペシャル 終戦特集ドラマ「気骨の判決」（2009年8月16日） - 佐久間渡 役
- 鉄の骨 第3-5話（2010年7月） - 東京地検特捜部検事・北原慎二 役
- 大阪ラブ&ソウル この国で生きること（2010年11月6日） - 金田正夫 役
- とんび 後編（2012年1月14日） - 島野昭之 役
- 負けて、勝つ 〜戦後を創った男・吉田茂〜（2012年9月 - 10月） - 池田勇人 役
- 美女と男子 第5話（2015年5月12日） - 江崎達也 役
- 洞窟おじさん（2015年7月20日、BSP） - 荒本達雄 役
- 運命に、似た恋（2016年9月 - 11月） - 藤井洋治 役
- 獄門島（2016年11月19日、BSP） - 磯川警部 役[10]
- 放送90年 大河ファンタジー「精霊の守り人II　悲しき破壊神」（2017年1月 - 3月） - クールズ 役[11]
- スリル!赤の章〜警視庁庶務係ヒトミの事件簿 第3話（2017年3月8日） - 泰川喜一郎 役
- ブランケット・キャッツ（2017年） - 片岡保 役
- 悪魔が来りて笛を吹く（2018年、BSP） - 磯川警部 役（声のみ）
- 八つ墓村（2019年、BSP） - 磯川警部 役
- NHKスペシャル シリーズ 体感 首都直下地震「パラレル東京」（2019年） - 大森忠夫 役
- 恋せぬふたり（2022年1月10日 - 3月21日） - 兒玉博実 役[12]
- 犬神家の一族（2023年4月22日・29日、BSP・BS4K） - 磯川 役[13]

#### 日本テレビ系
- Shin-D 東京らぶ 第5話 新宿南口無人島（2000年3月6日）
- ホカベン 第7話（2008年5月28日） - 上田隆志 役
- MW-ムウ- 第0章 〜悪魔のゲーム〜（2009年6月30日） - 山内敏一 役
- ○○妻 第1話（2015年1月14日） - 丸山純一 役
- 花咲舞が黙ってない 第2シリーズ 第8話（2015年8月26日） - 磯部隆彦 役
- そして、誰もいなくなった（2016年7月 - 9月） - 馬場 役
- トドメの接吻（2018年） - 新井郡次 役
- Missデビル 人事の悪魔・椿眞子（2018年） - 一之瀬賢治 役
- ドロ刑-警視庁捜査三課-（2018年） - 村岡清十郎 役
- イノセンス 冤罪弁護士（2019年） - 指宿林太郎 役
- 俺のスカート、どこ行った?（2019年） - 矢野伸也 役
- ボイス 110緊急指令室（2019年） - 田所賢一 役
- トップナイフ-天才脳外科医の条件-（2020年） - 沢城真一 役
- 美食探偵 明智五郎（2020年） - 伊達恭也 役
- 金田一少年の事件簿 第2話・第3話（2022年） - 伊豆丸険 役[14][15]

#### TBS系
- こちら本池上署（2003年） - 久保利明 役
- 元カレ（2003年）
- 月曜ミステリー劇場
  - 「真実を追う男2」（2004年） - 長谷川誠 役
  - 「示談交渉人甚内たま子裏ファイル4」（2005年） - 川久保良太 役
  - 「女金融道シリーズ2」（2005年） - 飯嶋宗一 役
  - 「税務調査官・窓際太郎の事件簿13」（2005年） - 鳥越数馬 役
- ホットマン2（2004年11月25日）
- 女系家族（2005年） - 内田正一郎 役
- ドラマ特別企画 「太宰治物語」（2005年10月10日）
- 恋する日曜日
  - 文學の唄シリーズ 第3話・4話「接吻を盗む女の話（前編・後編）」（2005年10月16、23日） - 大輔 役
  - 第3シリーズ 第17話「忘れ路の面影」（2007年4月28日） - 森川和幸 役
- 弁護士のくず case.5（2006年5月11日） - 秋野月夫 役
- セーラー服と機関銃（2006年10月 - 11月） - 黒木幸平 役
- MR.BRAIN 第3話（2009年6月6日） - 千原医師 役
- 月曜ゴールデン
  - JNN50周年特番 おふくろ先生の診療日記2 〜1枚の葉っぱが生んだ奇跡の物語〜（2009年6月8日） - 青田誠 役
- BUNGO -日本文学シネマ-（2010年） - 村松 役
- 運命の人（2012年） - 井口刑事 役
- 最高の人生の終り方〜エンディングプランナー〜（2012年） - 岡部剛史 役
- 確証〜警視庁捜査3課 第10話（2013年6月17日） - 内丸博之 役
- クロコーチ（2013年） - 牛井孟 役
- ホワイト・ラボ〜警視庁特別科学捜査班〜 第1話（2014年4月14日） - 羽柴圭介 役
- 表参道高校合唱部! 第3話（2015年7月31日） - 桜庭勲 役
- 劇場霊からの招待状 第1話（2015年10月17日[注 1]、TBS） - 錦野豪太 役
- 99.9-刑事専門弁護士-（2016年） - 稲葉刑事部長 役
- 4分間のマリーゴールド 最終話（2019年12月13日） - 片岡拓郎 役

#### フジテレビ系
- 金曜エンタテイメント
  - 父の日SP中島らもの変なお父さん 「お父さんのカッパ落語」（1995年6月16日）[6]
  - フジテレビ開局40周年記念 少年H - それが僕たちの戦争だった（1999年11月5日）
  - 天童よしみの歌姫探偵 温泉カラオケ殺人事件 （2002年11月29日）
  - 「お局探偵亜木子&みどりの旅情事件帳6」（2003年6月6日） - 鷹取憲三 役
  - 「着物デザイナー 黛涼子の推理紀行4」（2005年7月1日） - 日比憲治 役
- 金曜プレステージ
  - 「眉山」（2008年4月4日） - 沢田祐一 役
  - 「愛はみえる〜全盲夫婦に宿った小さな命」（2010年9月3日） - 松原真治 役
- 東京ラブ・シネマ 第11話・最終話（2003年6月23、30日） - 豊田 役
- 人間の証明 第2話（2004年7月15日）
- ニューカマーズ 気遣い純喫茶 第2話「心のリハビリ」（2004年5月1日）
- 君が想い出になる前に 第9話・10話（2004年8月31日、9月7日） - 久野晶弘 役
- 救命病棟24時 第3シリーズ（2005年1月 - 3月） - 日比谷学 役
- 恋におちたら〜僕の成功の秘密〜 第3話（2005年4月28日） - 清川正 役
- エンジン LAP 7（2005年5月30日） - 立番の巡査 役
- 飛鳥へ、そしてまだ見ぬ子へ（2005年10月10日）
- 女の一代記第1夜 瀬戸内寂聴〜出家とは生きながら死ぬこと〜（2005年11月24日） - 田淵孝志 役
- アテンションプリーズ（2006年4月 - 6月） - 渡辺誠 役
  - 土曜プレミアム アテンションプリーズスペシャル〜ハワイ・ホノルル編（2007年1月13日）
  - アテンションプリーズスペシャル〜オーストラリア・シドニー編（2008年4月3日）
- サプリ 第5話（2006年8月7日） - 柳瀬シン 役
- 翼の折れた天使たち 第3夜「時」（2007年2月28日） - 菅原 役
- わたしたちの教科書 第1話・3話（2007年4月12日、26日） - 日野圭輔 役
- 花嫁とパパ 第8話・9話（2007年5月29日、6月5日） - 桂木譲 役
- "千の風になって"ドラマスペシャル第2弾「ゾウのはな子」（2007年8月4日） - 大山浩太 役
- ガリレオ 第二章「離脱る」（2007年10月22日） - 上村宏 役
- ロス:タイム:ライフ 第1節（2008年2月2日） - 夕刊紙のデスク・篠田 役
- 薔薇のない花屋 第6話-8話（2008年2月18日 - 3月3日） - 林久則 役
- 血液型別 オンナが結婚する方法♪ 第四夜（2009年2月26日） - 源五郎 役
- 任侠ヘルパー 第7話（2009年8月20日） - 滝本誠一 役
- 世にも奇妙な物語
  - '09秋の特別編 「呪い裁判」（2009年10月5日） - 守河明 役
  - 25周年記念!秋の2週連続SP 映画監督編 「嘘が生まれた日」（2015年11月28日） - 宇佐美正太郎の父 役
- Room Of King 第7話（2008年11月15日） - 西園寺輝彦 役
- BOSS 第7話（2009年5月28日） - 東郷英憲 役
- 不毛地帯（2010年2月） - 東山テヘラン事務所長 役
- 地下鉄サリン事件 15年目の闘い〜あの日、霞ヶ関で何が起こったのか〜（2010年3月20日） - 林郁夫 役
- ジョーカー 許されざる捜査官 第1話（2010年7月13日） - 河相勇造 役
- 結婚しない（2012年10月 - 12月） - 谷川修司 役
- ラストホープ 第2話（2013年1月22日） - 櫻井雅彦 役
- 僕のいた時間（2014年1月 - 3月） - 澤田昭夫 役
- HERO 最終話（2014年9月22日） - 八木 役
- 信長協奏曲 第6話（2014年11月17日） - 朝倉義景 役
- ようこそ、わが家へ 第7 - 9話 （2015年5月25日 - 6月8日） - 青葉銀行 村井 役
- CRISIS 公安機動捜査隊特捜班（2017年） - 有馬丈博 役
- 貴族探偵（2017年6月12日） - 大杉道雄 役
- 健康で文化的な最低限度の生活 第5話・第6話 （2018年8月14日・21日、関西テレビ） - 島岡雷 役
- SUITS/スーツ 第4話（2018年10月29日） - 辛島悠紀夫 役
- BRIDGE はじまりは1995.1.17神戸（2019年） - 但馬源 役
- ストロベリーナイト・サーガ（2019年） - 長岡征治 役
- シャーロック アントールドストーリーズ 第5話（2019年11月4日） - 乾貴久 役
- 竜の道 二つの顔の復讐者 第4 - 6話（2020年8月18・25日・9月1日） - 二見敏明 役
- DIVER-特殊潜入班- 第4話・最終話（2020年10月13日・20日） - 遠藤洋三 役
- エージェントファミリー〜我が家の特殊任務〜（2021年） - 佐藤俊夫 役
- 僕もアイツも新郎です。（2022年） - 瀬戸剛志 役
- 恋なんて、本気でやってどうするの? 第6・7話（2022年5月23日・5月30日） - 岡下次郎 役
- 真夏のシンデレラ（2023年） - 水島創一 役
- アンメット ある脳外科医の日記（2024年4月15日 - 6月24日） - 高美武志 役[16]

#### テレビ朝日系
- 怖くて不思議な話「白い光の向こう側」（1995年9月2日）[6]
- 幻想ミッドナイト最終夜スペシャル「破壊する男」（1997年12月20日）
- 金曜ナイトドラマ
  - スカイハイ 第六死（2003年2月21日）
  - スカイハイ2 第八死・最終死（2004年3月12日・19日）
- 相棒 Season 2 第17話（2004年2月18日） - 望月則彦 役
- 異議あり!女弁護士大岡法江 第8話・最終話（2004年3月4日・11日）
- 刑事部屋〜六本木おかしな捜査班〜 第8話（2005年9月7日） - 最上多津男 役
- 倉本聰ドラマスペシャル 祇園囃子（2005年9月24日）
- 熟年離婚 第5話・6話（2005年11月10日、17日）
- 松本清張 けものみち 第7巻（2006年2月23日） - 朝倉邦男 役
- 7人の女弁護士 第1シリーズ 第8話（2006年6月1日） - 木田聡 役
- パズル Piece8（2008年6月6日） - 曽我伸夫 役
- 男装の麗人〜川島芳子の生涯〜（2008年12月6日） - 土屋文明 役
- 新・警視庁捜査一課9係 season2 第5話「殺人DJ」（2010年7月28日）
- ナサケの女〜国税局査察官〜（2010年10月 - 12月） - 久米四郎 役
- ジウ 警視庁特殊犯捜査係 第6話 - 最終話（2011年9月2日 - 23日） - 木原毅 役
- 遺留捜査 第3シリーズ 第1話（2013年4月17日） - 相馬悟郎 役
- 死神くん 第8話（2014年6月13日） - 内田克也 役
- ゼロの真実〜監察医・松本真央〜 第1話（2014年7月17日） - 長瀬悟 役
- 迷宮捜査（2015年5月10日） - 角南慎介 役
- サヨナラ、えなりくん 第6話（2017年6月5日） - 梅津 役
- 誘拐法廷〜セブンデイズ〜（2018年10月7日） - 棚橋幸夫 役
- 警視庁・捜査一課長（2019年） - 及川隆三 役
- 波よ聞いてくれ（2023年4月21日 - ） - 久連木克三 役[17]

#### テレビ東京系
- 松本清張没後25年特別企画『誤差』（2017年） - 竹田宗一 役
- 月曜プレミア8 「脳科学弁護士 海堂梓 ダウト」（2021年） - 菊池雅夫 役

#### WOWOW
- 借王＜シャッキング＞-銭の達人-（2009年） - 沢田健太郎 役
- パーフェクト・ブルー（2010年） - 木原和夫 役
- 下町ロケット（2011年） - 殿村直弘 役
- レディ・ジョーカー（2013年） - 田部デスク 役
- スケープゴート（2015年） - 山下巧 役
- 誤断（2015年） - 真島康二 役
- 沈まぬ太陽（2016年） - 河田室長 役
- アキラとあきら（2017年） - 長島隆三 役
- 監査役野崎修平（2018年） - 柏木竜馬 役
- パレートの誤算 〜ケースワーカー殺人事件（2020年3月7日 - 4月4日） - 竹本篤 役
- 文豪少年!〜ジャニーズJr.で名作を読み解いた〜 第1話（2021年） - 蓮池 役[18]
- 邪神の天秤 公安分析班(2022年2月13日 - ) - 国枝周造 役[19]

#### その他
- 真・中島らも劇場 掌（1996年、毎日放送）[8]
- UHB開局30周年記念特別番組 ノースポイント（第1回）つばさ TSUBASA（2003年1月26日、UHB） - 西本 役
- アザミ嬢のララバイ第3話「しろへびの涙」（2010年5月5日、毎日放送） - 沢村 役
- 復興せよ! 後藤新平と大震災2400日の戦い（2012年1月22日、読売テレビ） - 太田圓三 役
- カウンターのふたり 第5話「虚構の夜」（2012年6月16日、TwellV） - 西崎浩一 役
- 池波正太郎時代劇スペシャル「雨の首ふり坂」（2018年7月21日、時代劇専門チャンネル） - 行田の甚五郎 役
- エージェントファミリー〜我が家の特殊任務〜（2021年3月21日、カンテレ） - 佐藤俊夫 役

### ネットドラマ
- GyaO 『たからもの』

### 映画
- リング（1998年1月31日） - 公会堂の進行 役
- 張り込み（2001年1月20日）
- プラトニック・セックス（2001年10月20日）
- ココニイルコト（2001年6月23日） - 大伴尚之 役
- コンセント（2002年2月2日）
- 昭和歌謡大全集（2003年11月8日） - 精神科医 役
- アンテナ（2004年1月10日） - 荻原シゲノブ 役
- クイール（2004年3月13日） - 川本 役
- 隠し剣 鬼の爪（2004年10月30日）
- パッチギ!（2005年1月22日） - 楽器屋の店主 役
- 苺の破片（2005年2月19日）
- 輪廻（2006年1月7日） - 山中 役
- Dear Friends（2007年2月3日） - 木下医師 役
- 犯人に告ぐ（2007年2月3日） - 桜川夕起也 役
- 象の背中（2007年10月27日） - 若泉医師 役
- L change the WorLd（2008年2月9日）
- 琥珀色のキラキラ（2008年制作 / 短編） - 藍沢省三 役
- ハゲタカ（2009年6月6日） - 野中裕二 役
- 劒岳 点の記（2009年6月20日） - 岡野金次郎 役
- 交渉人 THE MOVIE タイムリミット高度10,000mの頭脳戦（2010年2月11日） - 真崎悦也 役
- 死刑台のエレベーター（2010年10月9日）
- PIECE〜記憶の欠片〜（2012年9月1日） - 津田東次郎 役
- 果てぬ村のミナ（2012年11月18日） - 守屋悦司 役
- ROUTE42（2013年3月19日、監督 - 瀬木直貴）
- 夏の終り（2013年8月31日、クロックワークス）
- 東京難民（2014年2月22日、監督・佐々部清ファントム・フィルム） - 小早川 役
- KANO 1931海の向こうの甲子園（2014年2月27日）
- るろうに剣心 京都大火編 / 伝説の最期編（2014年8月1日 / 9月13日、ワーナー・ブラザース映画） - 川路利良 役
- 蜩ノ記（2014年10月4日、東宝）
- MIRACLE デビクロくんの恋と魔法（2014年11月22日、東宝）
- 案山子とラケット 〜亜季と珠子の夏休み〜（2015年4月4日） - 小田切雅也 役[5]
- 劇場霊（2015年11月21日） - 錦野豪太 役
- 流れ星が消えないうちに（2015年11月21日、柴山健次監督） - 奈緒子の父 役
- 秘密 THE TOP SECRET（2016年8月6日） - 浅野諮問委員長 役
- だれかの木琴（2016年9月10日、東陽一監督）
- 象を撫でる（2017年1月14日、佐々部清監督） - 神林映画監督 役
- 惑う 〜After the Rain〜（2017年1月21日、アルゴ・ピクチャーズ） - 石川誠志郎 役[20]
- 風の色（2018年1月26日） - 橘田 役[21]
- パーフェクトワールド 君といる奇跡（2018年10月5日） - 川奈元久 役[22]
- 恋のしずく（2018年10月20日） - 坪島泰淳 役[23]
- 初恋〜お父さん、チビがいなくなりました（2019年5月10日） - 雅紀 役
- Fukushima 50（2020年） - 原子力安全委員会委員長 役
- 記憶の技法（2020年11月27日） - 鹿角正 役
- るろうに剣心 最終章 The Final（2021年4月23日） - 川路利良 役
- 決戦は日曜日（2022年1月7日） - 濱口祐介 役[24]
- 太陽とボレロ（2022年6月3日、東映） - 山岸克仁 役

### OVA
- SAMURAI SPIRITS 2 〜アスラ斬魔伝〜（1999年12月24日発売、エニックス制作） - ガルフォード

### ゲーム
- Art of Fighting 龍虎の拳 外伝 - ロバート・ガルシア[6]、カーマン・コール[6]
- ザ・キング・オブ・ファイターズシリーズ('96〜2003) - ロバート・ガルシア
  - ザ・キング・オブ・ファイターズ京 - ロバート・ガルシア、リッパー
- サムライスピリッツシリーズ（天草降臨〜零SPECIAL） - ガルフォード

### 吹き替え
- マスケティアーズ パリの四銃士 第15話（2016年） - ルナール男爵 役
- 100日の郎君様（2019年） - キム・チャオン 役[25]

### CM
- JR四国[8]
- コクピット[8]
- 梅田Loft[6]
- 日ポリ化工[6]
- シマノ[6]
- マスターカード
- 月桂冠
- パナソニック VIERA
- ソニー サイバーショット『「卒業とウエディング」HD篇』娘の父役（2007年3月5日 - ） 荒井萌、ゆうき、五代俊介と共演
- 三井住友カード「プラチナカード 将来の夢編」
- ABCマート ウォーキングシューズ

### PV
- 翼を風に乗せて〜fly away〜（DEEN） - 2003年
- こころ（小田和正） - 2007年